# 큰느타리
새송이(-松栮, king trumpet mushroom)로도 알려져 있는 큰느타리는 느타리과의 버섯이다. 서남아시아, 남유럽, 북아프리카의 지중해 지역이 원산이며 아시아의 여러 지역에서 재배되는 먹을 수 있는 식용 버섯이다.